# لوفيو كويفافيروس
قُدم مؤخرًا اقتراحًا بإدراج نوع «لوفيو كويفافيروس» (Lloviu cuevavirus) ضمن جنس («كويفافيروس»). ويُقترح اعتباره المنزلة التصنيفية للعامل المُكتشف حديثًا فيروس لوفيو (LLOV). ويُعد فيروس لوفيو سلالة غير وثيقة الصلة بالفيروسين المشهورين فيروس إيبولا وفيروس ماربورغ.

## استخدام المصطلح
يمثل نوع «لوفيو كويفافيروس» أصنوفة فيروسية (بمعنى أنه مفهوم وضعه الإنسان)، والذي اُقترح في عام 2010 إدراجه ضمن الجنس المُقترح «كويفافيروس» من عائلة الفيروسات الخيطية رتبة الفيروسات السلبية الأحادية. وكان الاقتراح أن يكون لهذا النوع فصيل فيروس واحد: فيروس لوفيو (LLOV). ويُشتق اسم «لوفيو كويفافيروس» من كويفا ديل لوفيو (Cueva del Lloviu) (اسم كهف إسباني اُكتشفت فيه فيروسات «لوفيو كويفافيروسات» لأول مرة)، بالإضافة إلى اللاحقة التصنيفية فيروس (والتي تشير إلى نوعه كفيروس).

### ملحوظة
تُنطق كلمة «لوفيو كويفافيروس» j’ɔ:vju: ˌkwɛvə’vaɪrəs حسب (الألفبائية الصوتية الدولية (IPA)) أو yaw-vyoo kwe-vuh-vahy-ruhs في الرموز الصوتية الإنجليزية، وطبقًا لقواعد تسمية الأصنوفات التي وضعتها اللجنة الدولية لتصنيف الفيروسات (ICTV), يجب دائمًا كتابة اسم «لوفيو كويفافيروس» بحروف كبيرة، وليس بخط مائل، ونستعيض عن ذلك بوضعه بين علامتي الاقتباس بسبب حالته الرافضة للاختصار ولتسبقه كلمة «نوع». لابد من كتابة أول أسماء فصائل («لوفيو كويفافيروسات») بحروف كبيرة وليس بخط مائل، وألا تُستخدم معها أدوات تعريف. وقد قُدم مؤخرًا اقتراحًا رسميًا لقبول ضم هذا النوع إلى تصنيف الفيروسات.

## معايير إدراج الأنواع
يُعد الفيروس الذي يفي بالمعايير التي تؤهله ليكون فصيلاً في جنس «كويفافيروس» عضوًا في نوع «لوفيو كويفافيروس» إذا كان يتسم بخصائص أنواع «الكويفافيروسات» (حيث إنه لا يوجد حاليًا سوى نوع «كويفافيروس» واحد فقط)، وكذلك إذا كان الجينوم الخاص به يختلف عن جينوم فيروس لوفيو (المتغير Bat86) بنسبة تزيد عن 30% على مستوى النيوكليوتيد.

## وصلات خارجية
- International Committee on Taxonomy of Viruses (ICTV)